# Quemadero
Quemadero (av spanska quema'r, "förbränna") var en avrättningsplats i Sevilla i Spanien, där de som dömts till bålet av inkvisitionen brändes. Quemadero byggdes 1481 och var dekorerat med fyra stora statyer som föreställde profeter. År 1809 förstördes platsen.